# Loukovice
Loukovice (in tedesco Laukowitz) è un comune della Repubblica Ceca facente parte del distretto di Třebíč, nella regione di Vysočina.